# Hurra-Patriotismus
Hurrapatriotismus, auch Hurrahpatriotismus, ist ein pejorativer Ausdruck für übertrieben begeisterten Patriotismus, zumal wenn er mit Kriegseuphorie einhergeht und chauvinistische Züge trägt.

## Etymologie und Begriffsgeschichte
Das Wort ist abgeleitet vom Schlachtruf „hurra!“, der bei den preußischen Truppen im Befreiungskrieg 1813 Bajonettangriffe der Infanterie begleitete. Der Schlachtruf ist etwa in der Gedichtsammlung Leyer und Schwerdt (u. a. mit Schwertlied oder Das ist Lützows wilde, verwegene Jagd) des Dichters der Befreiungskriege, Theodor Körner, zu finden. Im Schwertlied heißt es, bezogen auf das jede Strophe abschließende „Hurra!“: „Bei dem ‚Hurra!‘ wird mit den Schwertern geklirrt.“ Danach fand der Schlachtruf ins Reglement der preußischen Armee Eingang, wie der Brockhaus von 1880 ausführt. Kriegsbegeisterung in Verbindung mit dem Kampfruf „Hurra!“ wird von da an während des 19. Jahrhunderts in Deutschland immer wieder wirkungsmächtig, in Kriegervereinen und Verbänden, aber auch in der patriotischen Lyrik. Ein prominentes Beispiel ist Ferdinand Freiligrath, der 1870 kurz nach Kriegsausbruch dichtete: „Hurra, du stolzes schönes Weib, /Hurra, Germania! /Wie kühn mit vorgebeugtem Leib/ Am Rheine stehst du da!/ Im vollen Brand der Juliglut,/ Wie ziehst du frisch dein Schwert!/ Wie trittst du zornig frohgemut/ Zum Schutz vor deinen Herd! / Hurra, hurra, hurra! / Hurra, Germania!“

### Wilhelminische Zeit
Die ironische Wortbildung „Hurrapatriotismus“ kam indes erst gegen 1890 auf und zielte als politisches Schlagwort der Wilhelminischen Zeit im Besonderen auf das  kriegsverherrlichende Brauchtum im Umkreis der Kriegervereine, des Alldeutschen Verbands und später des Deutschen Flottenvereins, das zumal an Festtagen wie dem Sedantag, Kaisers Geburtstag oder zu Jubiläen wie dem der Befreiungskriege öffentlich zelebriert wurde; so schrieb etwa Lily Braun in ihren Memoiren einer Sozialistin (1911) kritisch vom „künstlich aufgepeitschten Hurrapatriotismus der Kriegserinnerungsfeiern der Gegenwart“.  Der Begriff wurde dabei von Kritikern verschiedenster politischer Couleur gebraucht: Franz Mehring, Herausgeber des führenden sozialdemokratischen Theorieorgans Die Neue Zeit, brachte hier 1900 eine selbstverfasste Polemik mit dem Titel Vom Hurrahpatriotismus, in der er „die widerliche Kriecherei, die das deutsche Bürgerthum bei den höfischen Feiern der vorigen Woche abermals bewiesen hat“ geißelte (nämlich anlässlich der Jubelkundgebungen beim Staatsbesuch des österreichischen Kaisers Franz Joseph in Berlin). Ebenfalls 1900 wandte sich aber auch Frieda von Bülow, die als Gründerin und Leitfigur des Deutschnationalen Frauenbunds und später als einflussreiche Propagandistin der deutschen Kolonialpolitik selbst oft schrille nationalistische, rassistische und chauvinistische Töne anschlug, in der von Maximilian Harden herausgegebenen Zukunft gegen „[E]ine Erscheinung unseres sogenannten deutschnationalen Lebens, die mir immer recht undeutsch erschienen ist: ich meine die Züchtung eines künstlichen Patriotismus, des Bierreden- und Hurra-Patriotismus, der gedankenlos nachgeplapperten tönenden Phrase“. Am äußerst rechten Rand des politischen Spektrums bewegte sich der völkische Schriftsteller Friedrich Lienhard, der ebenfalls 1900 gleich im ersten Band der von ihm herausgegebenen Deutschen Heimat einen programmatischen Aufsatz mit dem Titel Zwischen Demokratie und Hurrapatriotismus veröffentlichte (beides war Lienhard gleichermaßen verhasst, ersteres indes mehr als letzteres), worin er beklagte, dass der Hurrapatriotismus bei aller Vaterlandsliebe in der aktuell praktizierten Form doch eher ein Hindernis bei der ihm vorschwebenden nationalistischen Erziehung des deutschen Volkes sei.
Literarische Beschreibungen des wilhelminischen Hurrapatriotismus lieferte vorzüglich Heinrich Mann. In seinem 1900 erschienenen Roman Im Schlaraffenland findet der satirisch gezeichnete Held, der Literat Andreas Zumsee, Aufnahme im Kreis des „Café Hurra“. Dort hatte man „früher staatsumwälzenden Grundsätzen gehuldigt, bis im März 1890 sich die Socialdemokratie als nicht mehr zeitgemäß herausstellte. Damals hatten Alle einem Bedürfnis der Epoche nachgegeben, sie waren ihren freisinnigen Principalen ein Stückchen Weges nach rechts gefolgt und bekannten sich seither zum Regierungsliberalismus und Hurrapatriotismus“, woraus sich der Name des Cafés erklärte. Im Untertan (erschienen 1916, jedoch fertiggestellt im Sommer 1914, also noch vor Kriegsausbruch) schildert Mann dann in einer eindrücklichen Straßenszene, wie sich der Hurrapatriotismus in Aktion darstellte: „Hurra, schrie Diederich, denn alle schrien es. Und inmitten eines mächtigen Stoßes von Menschen, der schrie, gelangte er jäh bis unter das Brandenburger Tor. Zwei Schritte vor ihm ritt der Kaiser hindurch. Diederich konnte ihm ins Gesicht sehen, in den steinernen Ernst und das Blitzen, aber ihm verschwamm es vor den Augen, so sehr schrie er. Ein Rausch höher und herrlicher als der, den das Bier vermittelt, hob ihn auf die Fußspitzen, trug ihn durch die Luft. Er schwenkte den Hut hoch über allen Köpfen in einer Sphäre der begeisterten Raserei, durch einen Himmel, wo unsere äußersten Gefühle kreisen. Auf dem Pferd dort unter dem Tor der siegreichen Einmärsche und mit Zügen steinern und blitzend ritt die Macht.“

### Erster Weltkrieg
1914 gab es in Deutschland, aber auch z. B. in Frankreich eine regelrechte Welle von Kriegsbegeisterung, die heute als Augusterlebnis bezeichnet wird. Diese Begeisterung und ihre propagandistische Nutzung und Orchestrierung im Anschluss an die o. g. Phänomene waren es vor allem, die in der Weimarer Republik und später unter dem Begriff des Hurrapatriotismus verstanden wurden. Kurt Tucholsky etwa richtete seine Kritik besonders scharf gegen den in Kriegervereinen und studentischen Corps vertretenen Militarismus, der auf eine Revision der Kriegsergebnisse von 1918/19 zielte – und damit auf eine Wiederholung von 1914. Ein Beispiel dafür ist sein Text Nebenan von 1922: Ein Kriegerverein feiert im Nebenzimmer einer Gaststätte („Hurra! Rra! Rra!“), in der Schankstube verfolgt ein Kriegsversehrter ohne Arme den Auftritt und kommentiert ihn. Tucholsky benutzte den Ausdruck „Hurrapatriotismus“ jedoch nicht – zur Kennzeichnung der von ihm kritisierten Haltung genügte ihm der Begriff „Patriotismus“: „Im Patriotismus lassen wir uns von jedem übertreffen – wir fühlen international. In der Heimatliebe von niemand“ (Heimat, 1929).

### Zweiter Weltkrieg
Anwendung fand der Ausdruck selbst in der nationalsozialistischen Propaganda; so kritisierte Hermann Göring in seiner Programmrede zum Aufbau einer Nation die Deutschnationalen der Kaiserzeit dafür, dass sie den „hehren Begriff des Nationalismus […] verzerrt hatten zu einem Hurrapatriotismus, der seine Wurzel meist in Alkohol und Profit hatte“. Nachdem im Herbst 1939 mit dem deutschen Überfall auf Polen der Zweite Weltkrieg begonnen hatte, beteuerte Joseph Goebbels (in seiner Rede zur Eröffnung der Filmfeierstunde der HJ und des BDM, 5. November 1939), die nationalsozialistischen Machthaber hätten „es mit voller Absicht vermieden, in diesem Kriege das deutsche Volk in einen Rausch von Hurrapatriotismus zu versetzen“, um jegliche Vergleiche mit der Kriegsbegeisterung des Jahres 1914 von vornherein zu unterbinden – die sich seinerzeit mit Dauer des Krieges bekanntlich rasch abgekühlt hatte und 1918 mit der deutschen Niederlage schließlich ein klägliches Ende fand. Für den nun begonnenen Krieg, so Goebbels, „sei nun vielmehr eine harte und feste Entschlossenheit vonnöten, die sich mehr in der täglichen Pflichterfüllung als in lärmenden Siegesfeiern äußert. Darauf haben wir auch unsere ganze deutsche Nachrichten-, Aufklärungs- und Propagandapolitik aufgebaut. Jedes Pathos und jedes hohle Schlagwort ist ihr fremd.“ Ebenso erklärte Adolf Hitler in seiner Rede im Reichstag am 19. Juli 1940 die angebliche „Haltung des deutschen Volkes“, es sei diesmal nämlich „dank der nationalsozialistischen Erziehung in diesen Krieg nicht gegangen mit der Oberflächlichkeit eines Hurrapatriotismus, sondern mit dem fanatischen Ernst einer Rasse, die das Schicksal kennt, das ihr bevorsteht, falls sie besiegt werden sollte“.

### Heute
Heute kann man den Begriff als internationalisiert bezeichnen: Hurrapatriotismus wird in der deutschsprachigen Debatte oft den USA oder Großbritannien vorgeworfen, während die Charakterisierung des deutschen Standpunkts meist eher in Abgrenzung vom Hurrapatriotismus geschieht. Beispielsweise ist der Begriff etwa von Gerhard Schröder in einer Rede vom 3. Oktober 2003 zum Tag der Deutschen Einheit verwendet worden, in der er angab, die Auslandseinsätze der Bundeswehr seien „ohne jeden Hurra-Patriotismus“ vor sich gegangen, oder auch in folgender Äußerung über die SPD: „Wir sind wahrlich eine patriotische Partei. Aber wir sind keine Partei des Hurra-Patriotismus“ (21. März 2004, nach taz, 8. Dezember 2005). Dies deutet auch an, dass das kritische Potenzial des Begriffs in seiner heutigen Verwendung begrenzt ist, da er regelmäßig für den kriegerischen Nationalismus der anderen benutzt wird, von dem sich dann der eigene Patriotismus absetzen lässt.

## Sinnverwandte Begriffe in anderen Sprachen
Im englischen Sprachraum wird säbelrasselnder Nationalismus (oder auch nur extravagant zur Schau gestellter Patriotismus) als Jingoism bezeichnet. Sinnverwandt, aber speziell auf die USA gemünzt, ist der Ausdruck  Spread-eagleism.